# Rubbeldiekatz
Rubbeldiekatz ist eine deutsche Travestiekomödie von Detlev Buck aus dem Jahr 2011. Die Produktion entstand nach einem Drehbuch Bucks und der Autorin Anika Decker und handelt von dem Berliner Nachwuchsschauspieler Alexander Honk, gespielt von Matthias Schweighöfer, der sich auf der Suche nach dem großen Durchbruch als Frau verkleidet, um in einem Film mitwirken zu können. Dabei verliebt er sich ausgerechnet in seine Kollegin, die erfolgreiche Schauspielerin Sarah Voss, verkörpert von Alexandra Maria Lara, die von seiner Maskerade zunächst nichts bemerkt.
Die gemeinsame Produktion von Universal Pictures International, Film1 und Boje Buck wurde zwischen Januar und Februar 2011 gefilmt. Neben Schweighöfer und Lara traten Buck, Maximilian Brückner, Denis Moschitto, Max von Thun und Max Giermann vor die Kamera. Die Komödie feierte am 15. Dezember 2011 ihren Kinostart in Deutschland, wo sie mit gemischten Rezensionen beurteilt wurde. Mit einem Einspielergebnis von rund 14,5 Millionen Euro und über einer Million Zuschauern konnte sich der Film unter den zehn erfolgreichsten deutschen Produktionen des Jahres 2011 platzieren. Rubbeldiekatz wurde für den Deutschen Filmpreis nominiert und mit der Romy für das „Beste Kinofilmdrehbuch“ prämiert.

## Handlung
Der Schauspieler Alexander Honk tritt im lokalen Theater als Hauptdarsteller im Theaterstück Charleys Tante auf, wo er einen sich als Frau verkleidenden Mann spielt. Um an eine Rolle in einem Hollywoodfilm über die Zeit des Nationalsozialismus zu kommen, verkleidet Honk sich als Frau und tritt das Casting als Alexandra an. Der Regisseur besetzt ihn, in der Annahme, Alexandra sei wirklich eine Frau. Als Alex mit seinen Brüdern und ihrem Kumpel, mit dem die Brüder zusammen wohnen, den Erfolg im verschneiten Park feiert, trifft er die Schauspielerin Sarah Voss. Diese hat sich gerade von ihrem Freund, der sie betrogen hat, getrennt und verbringt spontan die Nacht mit Alex. Als die beiden aufwachen, muss sie schnell zum Dreh – Alex ebenfalls. Dort angekommen trifft er – als Frau verkleidet – Sarah wieder, zu der er in seiner Filmrolle eine lesbische Beziehung hat. Sarah erkennt die verkleidete Alexandra nicht wieder und lernt sie als beste Freundin kennen. Ohne Verkleidung sieht sie Alex allerdings lange nicht mehr.
Am Filmset tauchen auch Alexanders Brüder Jürgen, Basti und ihr Kumpel Jan sowie seine Exfreundin Maike auf und sorgen bei ihm für zusätzlichen Stress. Im weiteren Verlauf verbringt Sarah eine Nacht mit dem Schauspieler Thomas, der ebenfalls in dem Filmprojekt mitwirkt. Als Hitler-Darsteller Jörg, Thomas, Alexandra und Sarah zusammen in eine Bar gehen, macht Jörg seine Zuneigung zu Alexandra deutlich; „diese“ ist allerdings in Sarah verliebt und versucht, ihr Thomas auszureden. Als am Set auffällt, dass Alexandra keine wirkliche Frau ist, unterschreibt Alex eine Verschwiegenheitserklärung und wird des Geländes verwiesen. Sarah verzeiht ihm die Lüge nicht, und Alex kehrt an das Theater zurück. Als die in Hollywood lebende Sarah ihren nächsten Film an der Nordsee dreht, sucht Alex sie dort auf und gesteht, sie immer noch zu lieben. Sie weist ihn ab. Zurück in Berlin kommt Sarah jedoch zu Alex ans Theater. Die beiden küssen sich und Alex bringt sie mit zu sich nach Hause, in seine Wohngemeinschaft.

## Produktion

### Entstehung
Autorin Anika Decker schrieb das Drehbuch zu Rubbeldiekatz eigens als Vehikel für Hauptdarsteller Matthias Schweighöfer, den sie im Vorfeld während der Dreharbeiten für die von ihr geschriebenen Til-Schweiger-Filme Keinohrhasen (2007) und Zweiohrküken (2009) kennengelernt hatte. Die Grundidee, Schweighöfer eine Frauenrolle auf den Leib zu schreiben, entwickelte Decker gemeinsam mit Andrea Willson, Leiterin der Universal Pictures International, nachdem der Schauspieler in einem Interview im Scherz geäußert hatte, dass er gerne einmal einen weiblichen Charakter verkörpern wolle. Eine Vorführung seines Films Der Rote Baron (2008) bestätigte Decker schließlich in ihrem Eindruck, dass Schweighöfers Gesicht genug „feine feminine Züge“ für eine solche Art von Rolle barg.
Nachdem Schweighöfer sein Interesse an dem Projekt bekundet hatte, begann die Autorin gemeinsam mit der Film1 Filmproduktion anschließend die Arbeiten an dem Drehbuch, welches sie in Unterstützung des Produzenten Marcus Welke kontinuierlich überarbeitete. Die erste Fassung, die parallel zu Zweiohrküken und einem weiteren Projekt Deckers entstand, war nach eineinhalb Jahren fertiggestellt. Die Idee des Films im Film entstand dabei nach einem Besuch Schweighöfers, der zu dieser Zeit in Berlin für Bryan Singers Operation Walküre – Das Stauffenberg Attentat (2008) vor der Kamera stand, und dessen Dreharbeiten laut Decker sowohl als „absurdes“ Vorbild für weitere Gags als auch eine „interessante“ Ergänzung zum eigentlichen Plot, der Verwechslungssituation des Protagonisten, diente.
Der Regisseur Detlev Buck, der auf Grund weiterer Termine zunächst nicht zur Verfügung gestanden hatte, stieg nach Deckers Aussagen erst „eine ganze Ecke später“ in das Projekt ein. Gemeinsam mit ihm entstanden zusätzliche Ansätze, die auf die spätere Drehfassung des Skripts maßgeblich Einfluss nahmen. Insgesamt fertigte Decker acht Fassungen vor Drehbeginn. Die Herstellungsphase beschrieb sie auf Grund des Genres nachträglich als „schwieriger“ im Vergleich zu früheren Projekten. Von dem Vorwurf, der Film kopiere Elemente US-amerikanischer Travestie-Komödien wie Tootsie (1982), distanzierte sie sich ferner ausdrücklich.

### Dreharbeiten

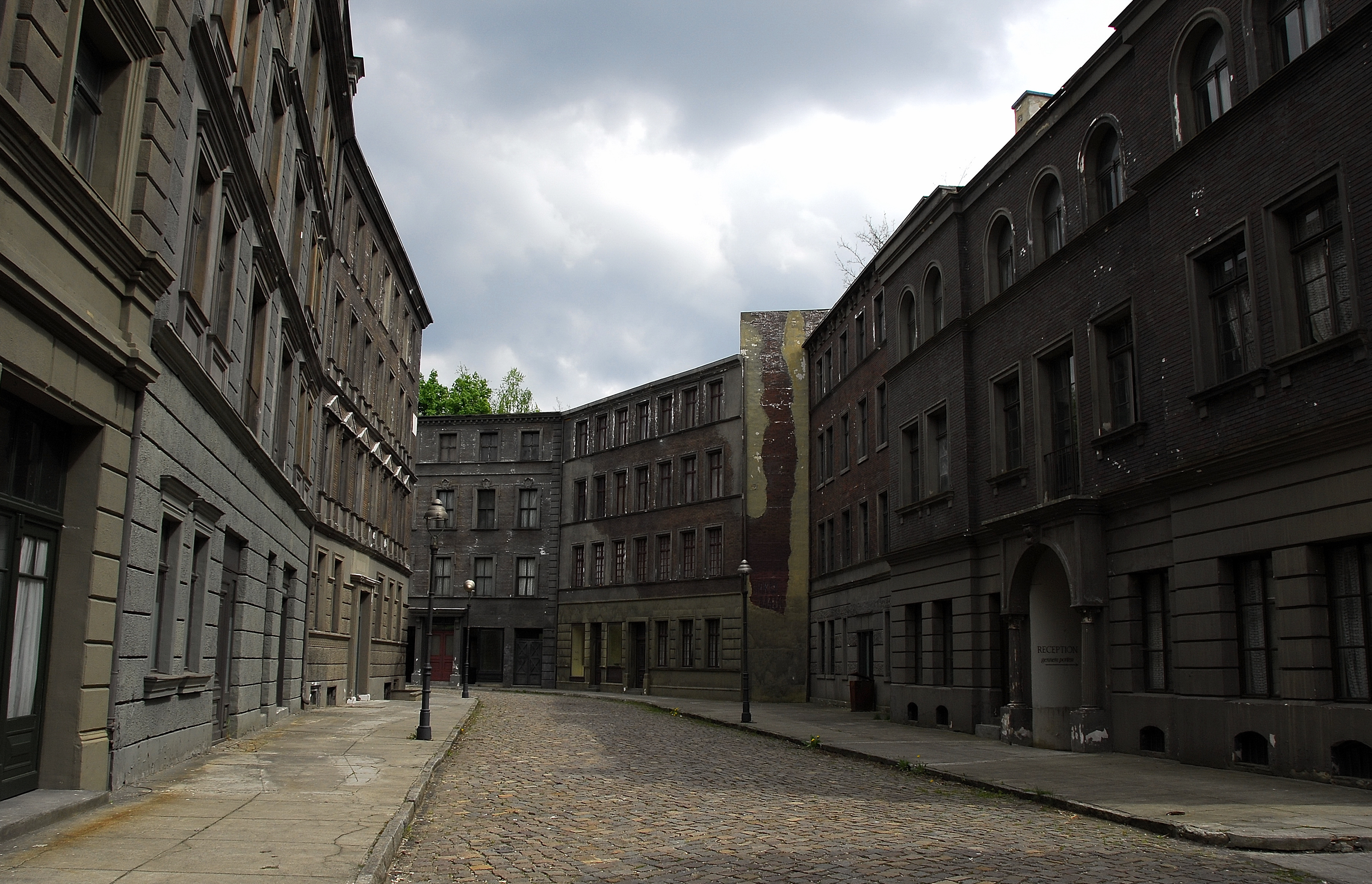
Als Dreh- und Spielort fungierte die Berliner Straße auf dem Gelände des Filmstudios Babelsberg.

Die Dreharbeiten zu Rubbeldiekatz fanden vom 3. Januar bis 28. Februar 2011 in Berlin und Babelsberg sowie Hamburg und Sankt Peter-Ording statt. Drehorte waren mitunter der Große Tiergarten in Berlin, die O2 World Berlin, der RAW-Tempel in der Revaler Straße, das Hotel Adlon sowie die Berliner Straße, eine dauerhaft errichtete Freiluftkulisse auf dem Gelände des Filmstudios Babelsberg. Weitere Szenen entstanden unter anderem während Kostümdesigner Guido Maria Kretschmers Show auf der Berlin Fashion Week.
Außerhalb der Hauptstadt wurde primär im Hamburger Jenisch-Haus, dessen umliegenden Parkgelände und auf der Reeperbahn in St. Pauli gefilmt, die für die Filmaufnahmen eigens partiell gesperrt wurde. Am Flughafen Hamburg diente auf der Landebahn des Geschäftsfliegerzentrums eine Cessna Citation XLS als Kulisse. In Sankt Peter-Ording unterstützen rund 200 Komparsen die Dreharbeiten an der Seebrücke des Strandes im Ortsteil Bad. Die Szene habe ursprünglich in der Toskana spielen sollen, war laut Buck auf Grund des „besseren und feineren Lichts“ des norddeutschen Winters letztlich doch nach Schleswig-Holstein verlegt worden.
Sowohl die Filmförderungsanstalt als auch die Filmförderung Hamburg Schleswig-Holstein unterstützten das Projekt, dessen Arbeitstitel – angelehnt an den im Spielfilm produzierten Film – Woman in Love lautete, mit jeweils 500.000 Euro zur Produktions- und Verleihförderung. Die Medienboard Berlin-Brandenburg trug wiederum insgesamt 720.000 Euro zur Produktion bei. Filmregisseur Michael Glawogger, Moderator Klaas Heufer-Umlauf, Modedesigner Guido Maria Kretschmer, Model Eva Padberg, die Schauspieler Dejan Bućin, Christoph Marti, Isabell Polak, Karolin Peiter, Hans Löw, Ezio Toffolutti sowie Laras Lebensgefährte Sam Riley sind unter anderem in kleineren Rollen bzw. Cameo-Auftritten zu sehen.

### Namensgebung
Die jüdische Redensart „Rubbel die Katz'“ als Aufforderung zu schnellem Handeln geht auf die Geldkatze zurück. Diese wurde als Vorläufer des Portemonnaies am Gürtel zur Aufbewahrung von Münzen getragen. Wer bei Preisverhandlungen die Katze „rubbelte“, zählte die in den Säckchen enthaltenen Münzen durch Drüberstreichen, ohne sie dafür zu entnehmen – stand also kurz vor einer Kaufentscheidung.

### Soundtrack
| Nr. | Titel                          | Interpret           | Länge |
| --- | ------------------------------ | ------------------- | ----- |
| 1.  | Opening (Score)                | Enis Rotthoff       | 1:06  |
| 2.  | L-O-V-E                        | The BossHoss & Nena | 3:44  |
| 3.  | That Man                       | Caro Emerald        | 3:18  |
| 4.  | Sexy and I Know It             | LMFAO               | 3:19  |
| 5.  | Jung und anspruchsvoll (Score) | Enis Rotthoff       | 1:07  |
| 6.  | Heart of Stone                 | Jonathan Jeremiah   | 3:23  |
| 7.  | Oh Boy                         | Miss Li             | 3:17  |
| 8.  | Am Baum (Score)                | Enis Rotthoff       | 4:01  |
| 9.  | The Bomb                       | Pigeon John         | 3:23  |
| 10. | She's Always a Woman           | Fyfe Dangerfield    | 3:14  |
| 11. | Am Strand (Score)              | Enis Rotthoff       | 2:53  |
| 12. | Teach Me Tiger                 | April Stevens       | 2:20  |
| 13. | Spirit in the Sky              | Norman Greenbaum    | 3:58  |
| 14. | Gute Freundinnen (Score)       | Enis Rotthoff       | 1:29  |
| 15. | I'm Sorry                      | The Monterz         | 4:08  |
| 16. | You Don't Love Me              | Caro Emerald        | 3:52  |
| 17. | Teambesprechung (Score)        | Enis Rotthoff       | 1:31  |
| 18. | Er heißt Waldemar              | Zarah Leander       | 3:05  |
| 19. | Lifetime                       | Maxwell             | 5:29  |
| 20. | Kuschelsex (Score)             | Enis Rotthoff       | 2:11  |
| 21. | Strangers in the Night         | Rea Garvey          | 2:46  |
| 22. | Finale (Score)                 | Enis Rotthoff       | 2:23  |

## Kritiken
Rainer Gansera von der Süddeutschen Zeitung nannte den Film einen „Parcours der Peinlichkeiten“. Rubbeldiekatz sei „ein Film mit Gags auf deutschem Dümpelniveau“, der sich in „einem Gewirr aus Parodie und Zitat“ verliere. Es sei sehr erstaunlich, dass „Buck diesem an Situationskomik überreichen Stoff keinerlei originelle Wendungen geben“ könne. Lieblos hake „er die Standards ab, und Schweighöfer überzeugt als aufgebrezelte Blondine nur optisch – schauspielerisch springt kein Funke über.“ Der Regisseur verzappele „sich. Seine Versuche, witzig zu sein, nehmen so forciert-verzweifelte Gestalt an, dass am Ende nur ein Gefühl zurückbleibt: Diese Katze hätte er mal besser im Sack gelassen.“

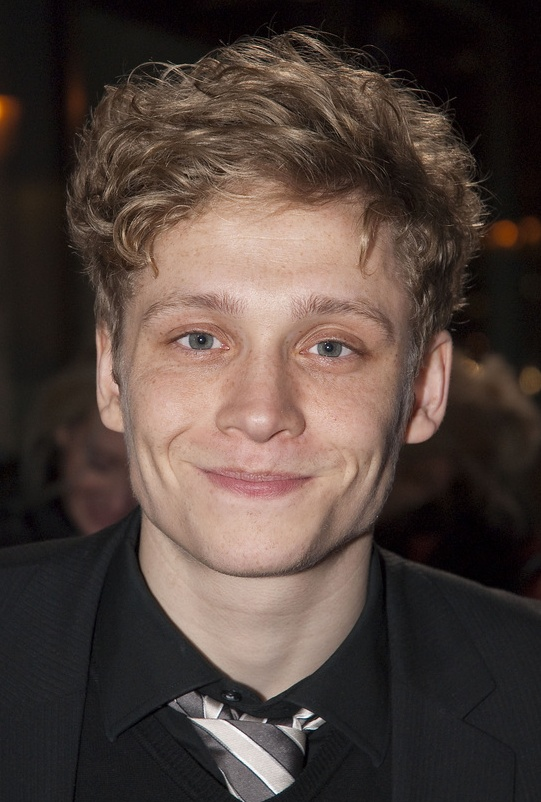
Bekam seine Rolle auf den Leib geschrieben: Hauptdarsteller Matthias Schweighöfer.

 „Weil Leben und Identitätskrise ernst sind, heiter dagegen Kunst, Herz, Schmerz und Verwechslungstohuwabohu, ist diese Im-Grunde-Tragödie natürlich mit einem Schmunzelanstrich versehen“, schrieb Spiegel-Kritiker Andreas Banaski. Buck formuliere „seine Richtung so: ‚schnell, frech, aber ohne Platthumor‘. Und ob oder wie sehr er damit bei der Geschlechterkampf-Spezialistin Anika Decker, die vor Rubbeldiekatz als Autorin schon die Grundlage für Keinohrhasen und Zweiohrküken schuf, an der richtigen Adresse ist, kann sich wohl jeder selber ausrechnen.“
Björn Becher von Filmstarts dagegen lobte besonders die Regie Detlev Bucks. Er verliere in seiner Variation von Tootsie zwar „ganz gerne einmal den roten Faden“, was er „aber immer wieder mit seiner Inszenierung“ überspiele. So sei die Komödie „manchmal platt und meist übertrieben, aber gerade deswegen“ mache sie „richtig viel Spaß“. Auch wenn einiges in Film nicht funktioniere „und etwa die Film-im-Film-Nabelschau eher platt bleibt, bereitet die turbulent-chaotische Komödie doch sehr viel Vergnügen. Matthias Schweighöfer überzeugt auch als Frau, und Buck schöpft vor allem in den absurden Szenen abseits der Haupthandlung das komische Potenzial voll aus“.
Wesentlich kritischer fiel die Wertung der Cinema-Redaktion aus, die den Film als „deutsche Tootsie-Version mit guten Darstellern, aber nur mäßig zündenden Gags“ bezeichnete. Buck möbele „das abgenudelte Erfolgsrezept in Rubbeldiekatz neu auf, ohne dem Fummel-Jux sonderliche Originalität abgewinnen zu können“. Die Figuren seien „maßlos überzeichnet, karikaturhaft […] und oberflächlich“. Einzig für Schweighöfers Leistung fand die Zeitschrift lobende Worte.
Auch Die Zeit-Redakteur Christof Siemes zeigte sich enttäuscht: Rubbeldiekatz sei „so schlicht zusammengefügt, dass jede Krippenfigur die Handlung vorhersehen“ könne und erzeuge lediglich mit „weiteren Versatzstücken aus Kino- und Klamaukgeschichte eine gewisse Komplexität. Prominente Besetzung soll über die deutlich sichtbaren Schweißnähte dieses Mash-ups aus der Feder von Anika Decker hinwegtrösten […] Allerdings ist Alexandra Maria Laras hölzernes Spiel von Hollywood so weit entfernt wie eine Stalllaterne vom Stern über Bethlehem.“

## Erfolg
Die Vorabaufführungen des Films fanden am 30. November 2011 im Cinemaxx am Potsdamer Platz in Berlin und am 1. Dezember 2011 im Hamburger Cinemaxx-Kino am Dammtor statt. Der Film wurde am 15. Dezember 2011 zur öffentlichen Vorführung in Deutschland freigegeben. Nach Ende des ersten Vorführwochenendes zählte Rubbeldiekatz rund 256.103 Besucher in 468 Kinos und platzierte sich damit hinter dem Animationsfilm Der gestiefelte Kater und dem Neueinsteiger Mission: Impossible – Phantom Protokoll unmittelbar auf Platz 3 der deutschen Kinocharts. Die Marke von einer Million Besuchern erreichte der Film nach der dritten Spielwoche. Mit mehr als 1.059.197 Besuchern bis Jahresende platzierte sich die Komödie auf Platz sieben der meistgesehenen deutschen Kinoproduktionen des Jahres 2011. Weitere 1.041.541 Besucher verhalfen wiederum zu einem vierten Platz im Jahr 2012. Die Gesamtzuschauerzahlen beliefen sich auf rund 2,1 Millionen Besucher.
In Österreich feierte die Produktion wiederum am 16. Dezember Premiere, in der Schweiz am 22. Dezember 2011. In den Deutschschweizer Kinocharts hielt sich Rubbeldiekatz sechs Wochen in den Top 25 und erreichte Platz 7 in den Tabellen. Insgesamt lockte der Film 37.373 Zuschauer in die Kinos.

## Auszeichnungen
Die Deutsche Film- und Medienbewertung (FBW) verlieh dem Film das Prädikat „besonders wertvoll“. Die Jury bezeichnete die Produktion als „eine glänzend geschriebene und gespielte Komödie mit guten Pointen auf ganz verschiedenen Ebenen. Selbst für das obligatorische romantische Ende findet er noch einen originellen Dreh, indem er Alexander ausgerechnet Charlies Tante spielen lässt“. Des Weiteren gewann der Film 2012 die Romy für bestes Buch (Kinofilm).